# Everything Is Broken
Everything Is Broken – pierwszy album EP zespołu The Age of Information.

## Lista utworów
1. „Knowledge” – 4:51
2. „Outside” – 3:40
3. „Tell Her Something” – 3:41
4. „Break Your Heart” – 4:24
5. „Soma” – 2:41
6. „Falling Out of Love” – 4:16